# Bătălia de la Formigny
Bătălia de la Formigny  (în engleză Battle of Formigny, în franceză Bataille de Formigny) a fost o bătălie decisivă din etapa finală a Războiului de 100 de Ani, care a avut loc pe 15 aprilie 1450 între forțele engleze conduse de Thomas Kyriell pe de-o parte și cele franco-bretone avându-l în frunte pe Carol I de Bourbon.

## Context
Regele Franței, Carol al VII-lea a utilizat cu folos perioada de acalmie, ca urmare a tratatului de la Tours din 1444. Trupele franceze au fost consolidate și reorganizate în mod semnificativ. Englezii, dimpotrivă, nu s-au folosit de aceste beneficii ale armistițiului. Henric al VI-lea era un conducător slab și puțin voinic, iar influența acestuia asupra administrației de stat, scădea treptat. În Anglia creștea nemulțumirea față de politica dusă de către soția lui Henric, regina Margareta de Anjou. Se adânceau contradicțiile care câțiva ani mai târziu, au dus la începutul Războiului celor Două Roze. În 1449 regele francez a denunțat armistițiul, aflându-se într-o poziție câștigătoare. La 31 iulie 1449 Carol al VII-a lansat ofensiva în Normandia. În august, francezii au capturat Pont-l’Évêque și Lisieux. Pe 10 noiembrie britanicii au predat Rouen-ul, iar la 1 ianuarie 1450, Harfleur.
În iarna anilor 1449-1450 la Portsmouth a fost formată o armată britanică (aproximativ 3.000 de ostași), sub comanda lui Thomas Kyriell. La 15 martie 1450 aceasta a debarcat la Cherbourg, unde i s-a alăturat un detașament al lui Matthew Gough (aproximativ 2.000 de ostași).

## Desfășurare
Kyriell se îndreptă, împreună cu armata spre sud, iar spre pozițiile acestuia două armate franceze, una sub comanda lui Carol de Bourbon, conte de Clermont (probabil 3000 ostași), a doua, condusă de conetabilul Franței, Artur de Richemont, viitorul duce al Bretaniei (1500-2000 ostași). După ce a avansat până la est de Carentan, la 14 aprilie Kyriell s-a dislocat în apropiere de satul Formigny. La 15 aprilie armata lui Bourbon a întâlnit-o pe cea englezească. Armatele s-a poziționat față în față pe drumul Carentan-Bayeux. Distanța dintre ele fiind egală a trei zboruri de săgeată. 
Clermont a lansat atacul fără să aștepte întăririle. Francezii au încercat să atace pe flancuri, dar englezii ușor au respins presiunea. Atunci, Clermont a ordonat tragerea cu două culevrine asupra inamicului. Focul artileriei a creat o oarecare confuzie în primele rânduri engleze, care au părăsit întăririle și au capturat armele. Francezii s-au grăbit să-i oprească, aici dându-se o sângeroasă luptă corp la corp. 
În acel moment a ajuns armata lui de Richemont. Kyriell a încercat să reconstruiască forțele sale într-un semicerc, pentru a respinge atacurile din ambele părți. Dar lăsând pozițiile fortificate, forțele britanice au fost împărțite pe grupuri de focul inamic și distruse separat. Kyriell a fost capturat, iar armata engleză învinsă.

## Urmări
Francezii, nemaiîntâlnind o rezistență semnificativă, au ocupat întreaga regiune. La 12 august s-a predat Cherbourg. Normandia, după secole de dominație engleză a fost întoarsă Franței. În nord, în mâinile britanicilor a mai rămas doar Calais (până în 1558).